# Eucalyptus agglomerata
Eucalyptus agglomerata är en myrtenväxtart som beskrevs av Joseph Henry Maiden. Eucalyptus agglomerata ingår i släktet Eucalyptus och familjen myrtenväxter. Inga underarter finns listade i Catalogue of Life.

## Bildgalleri

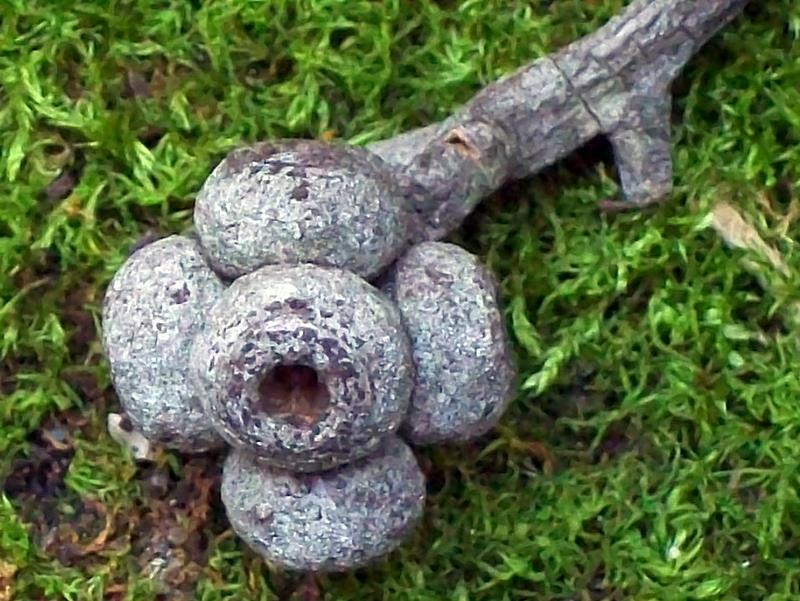